# Gmina Cass (hrabstwo Boone)

Położenie Gminy Cass w hrabstwie Boone

Gmina Cass (ang. Cass Township) – gmina w USA, w stanie Iowa, w hrabstwie Boone. Według danych z 2000 roku gmina miała 668 mieszkańców.